# رامک
رامک شرکت تولیدکننده لبنیات در ایران است. این شرکت از زیرمجموعه‌های هلدینگ دلتا است. شرکت رامک توسط خانوادهٔ نصیری در سال ۱۳۷۴ و در شهر شیراز تأسیس شد. شرکت لبنیات رامک روزانه ۳۰۰ تن شیر خام را به بیش از ۱۵۰ نوع محصول لبنی تبدیل می‌کند.

## تاریخچه
شرکت فراورده‌های لبنی رامک در سال ۱۳۶۹ به دست خانواده نصیری و با همکاری محمد رضا بنانی در شیراز تأسیس گردید.

## تولیدات
رامک در حوزه فرآورده‌های لبنی بیش از ۱۰۰ نوع محصول را تولید می‌نماید. انواع شیر، پنیرهای خامه‌ای، ساده، طعم دار، سنتی و مدرن، انواع ماست‌های همزده و کم چرب و پرچرب، انواع دوغ، کشک، خامه، کره، انواع محصولات از تولیدات جاری شرکت رامک است.
رامک در حال حاضر روزانه بالغ بر ۷۰۰ تن ورودی شیر دارد که به عنوان یکی از بزرگ‌ترین خریداران شیر تولیدی دامداران جنوب ایران شناخته می‌شود.

## سهم بازار
شرکت رامک در جنوب کشور سهم بازار ۱۵ درصدی و در کشور ۶ درصد سهم بازار را به خود اختصاص داده است.